# Der Aktionär. Internationales Zentral-Organ für den Mobiliarbesitz und das Versicherungswesen
Der Aktionär. Internationales Zentral-Organ für den Mobiliarbesitz und das Versicherungswesen war der Titel einer Zeitschrift, die seit der Mitte des 19. Jahrhunderts von 1854 bis 1922 in Frankfurt am Main unregelmäßig etwa wöchentlich mit knapp 4000 Ausgaben erschien. Schwerpunkt des Blattes waren neben Informationen zu Aktiengesellschaften auch das Immobilien- sowie das Versicherungswesen.
Das Blatt enthielt mitunter verschiedene Beilagen namens Frankfurter allgemeiner Verlosungsanzeiger sowie
Anzeiger für amerikanische Fonds und Effekten oder Verlosungs- und Aktien-Kalender für ....
Die Räume der Redaktion befanden sich in der Buchgasse in Frankfurt am Main. Herausgeber der Zeitung war anfangs der Journalist Hermann Scherer. Gedruckt wurde die Zeitung von dem Unternehmen C. Adelmann.
Der Nachfolger des Blattes hieß Vereinigte Zeitschriften Finanzherold und Aktionär.